# Fédération nationale des Camelots du roi
Pour les articles homonymes, voir Camelot (homonymie).
La Fédération nationale des Camelots du roi était un réseau de vendeurs du journal L'Action française et de militants royalistes qui constituent le service d'ordre et de protection du mouvement Action française. Ils sont actifs entre 1908 et 1936.

## Historique

### Genèse
En 1908, l'Action française cherche à se doter d'un appareil militant. Le commandant Louis Cuignet prospecte dans les rangs de l'armée à la recherche d'un meneur d'hommes. C'est finalement Maxime Real del Sarte, étudiant aux Beaux-Arts, qui est choisi, après le coup « de la Cour de Cassation ». Dans la continuité de l'affaire Dreyfus, le jeune Real del Sarte décide de s'en prendre aux juges en interrompant une audience présidée par le procureur général Alexis Ballot-Beaupré :

« Magistrats indignes et faussaires, il ne sera pas dit qu’un Français ne vous crachera pas au visage votre forfaiture et votre infamie ! »

Le 16 novembre 1908, la formule de « Camelots du roi » est employée pour la première fois dans le quotidien L'Action française pour désigner les vendeurs de journaux de la Gazette de France, de L'Accord social et de L'Action française,. Leur nom tire son origine de leur première vocation, celle d'assurer la propagande en vendant principalement les numéros du journal de l’Action française dans les rues de Paris, d'où leur nom de camelots, marchands de journaux. Ils sont recrutés d’une part dans le groupe royaliste du XVIIe arrondissement organisé par Henry des Lyons pour vendre des journaux à la porte des églises et, d’autre part, parmi les ouvriers et employés royalistes de l’Accord social de Firmin Bacconnier.
Peu nombreux au départ, les premiers rapports de police font état d'une cinquantaine de membres en janvier 1909. Fin 1909, la police en dénombre environ quatre cents.
Le 21 novembre 1908, les Camelots du roi perturbent une lecture-hommage dédiée à Émile Zola à l'Odéon.
Durant l'hiver 1908 à 1909, les Camelots du roi se livrent à des dégradations voire des destructions de statues élevées à Paris ou en province représentant des dreyfusards ou des républicains,,.
Les Camelots sont l'instrument d’une politique de tumulte de la part de l’Action française. Ils sont bien davantage une force armée qu’une force de proposition politique. L’idée est de susciter le trouble pour rappeler la cause royaliste à l’opinion et faire ainsi de nouvelles recrues.
Les membres des Camelots portent une grande admiration à Charles Maurras en tant qu'écrivain et en tant qu'homme politique. Il est leur maître incontestable, même si certains vont petit à petit marginaliser leur position au sein de l'Action française, sans toutefois remettre en cause leur affiliation avec ce mouvement.
Le premier président des Camelots du roi se nomme Maxime Real del Sarte, tandis que Henry des Lyons en est le secrétaire national. Marius Plateau, Lucien Lacour, Armand du Tertre, Lucien Martin, Léon Géraud, Jean Dorange sont quant à eux nommés délégués. L'homme qui décide des rapports des Camelots avec l’organisation centrale de l’Action française, ainsi que la discipline, est Maurice Pujo.

### L'affaire Thalamas

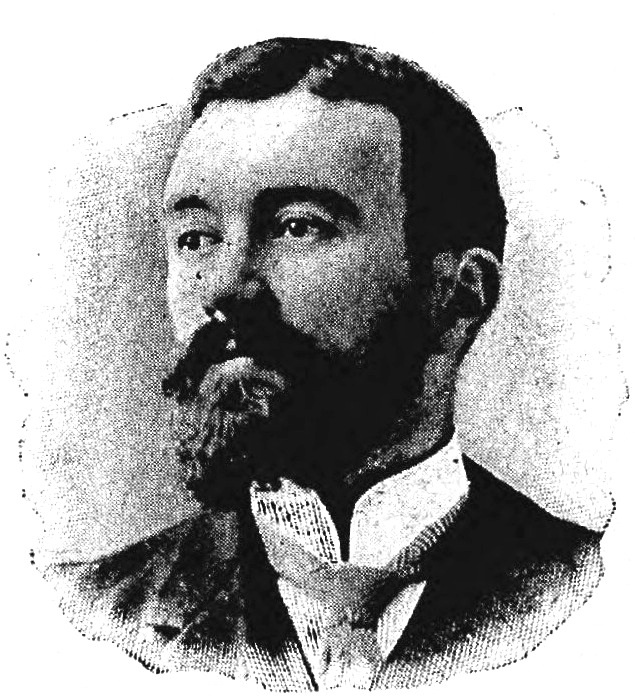
Maurice Pujo (1872-1955).

En 1904, le professeur d'histoire Amédée Thalamas bénéficiait d'une petite renommée pour avoir relativisé le rôle politique de Jeanne d'Arc durant la guerre de Cent Ans et remis en cause sa vertu ainsi que le caractère surnaturel de la pucelle d'Orléans. Il avait reçu un blâme de la part du ministre de l'Instruction publique. En novembre 1908, le Conseil des professeurs de la faculté des lettres, présidé par le doyen Alfred Croiset, autorise Thalamas qui ne possédait pas le titre de docteur ès lettres, d'assurer tout l'hiver un cours libre une fois par semaine sur la pédagogie de l’histoire. Ce cours était scindé en douze petits cours. Entraînés par Maxime Real del Sarte, les Camelots du roi décident d'interrompre, chaque mercredi, le cours donné par le professeur, quitte à avoir recours à la violence.
Lors du premier cours, le 2 décembre 1908, étudiants et Camelots envahissent l'amphithéâtre Michelet et mènent un tapage d'enfer. Maxime Real del Sarte saisit Thalamas et le gifle. Celui-ci s'enfuit. Les jeunes gens quittent la salle, se répandent sur le boulevard Saint-Michel, rompent les barrages de la police, franchissent la Seine, et arrivent à la statue de Jeanne d'Arc, où ils déposent une gerbe de fleurs,,.

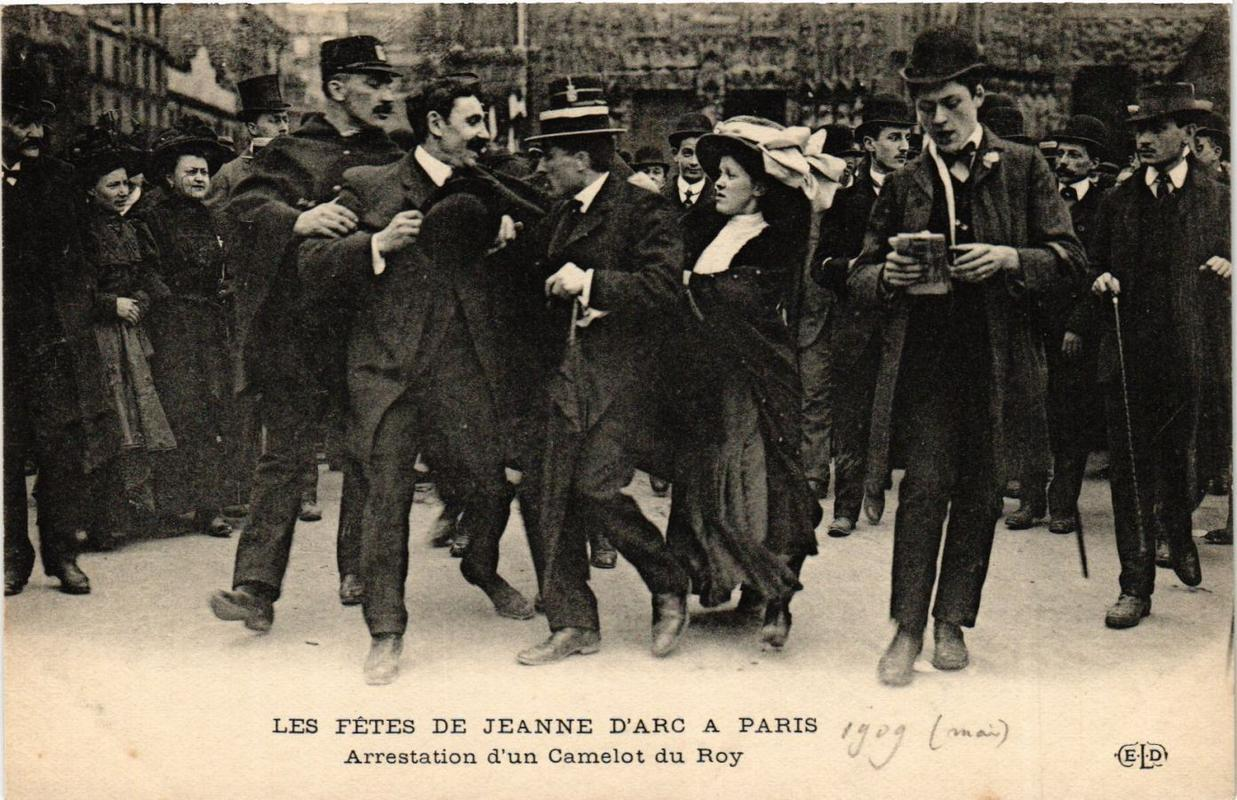
Arrestation d'un Camelot du roi lors des fêtes de Jeanne d'Arc à Paris. Carte postale, 1909.

Le 9 décembre, les royalistes manifestent de plus belle à la Sorbonne. Le 23 décembre, voulant réhabiliter Jeanne d'Arc, Maurice Pujo entreprend de lui consacrer un cours libre en pleine Sorbonne, au sein de l'amphithéâtre Guizot. Il trace devant ses auditeurs un tableau historique, comparant l'état de la France au XVe siècle avec celui de son temps. Il est en train de conclure quand un officier de paix, suivi d'un capitaine de la Garde et d'une file de soldats, lui demande de sortir. Les auditeurs se dispersèrent sans incidents.

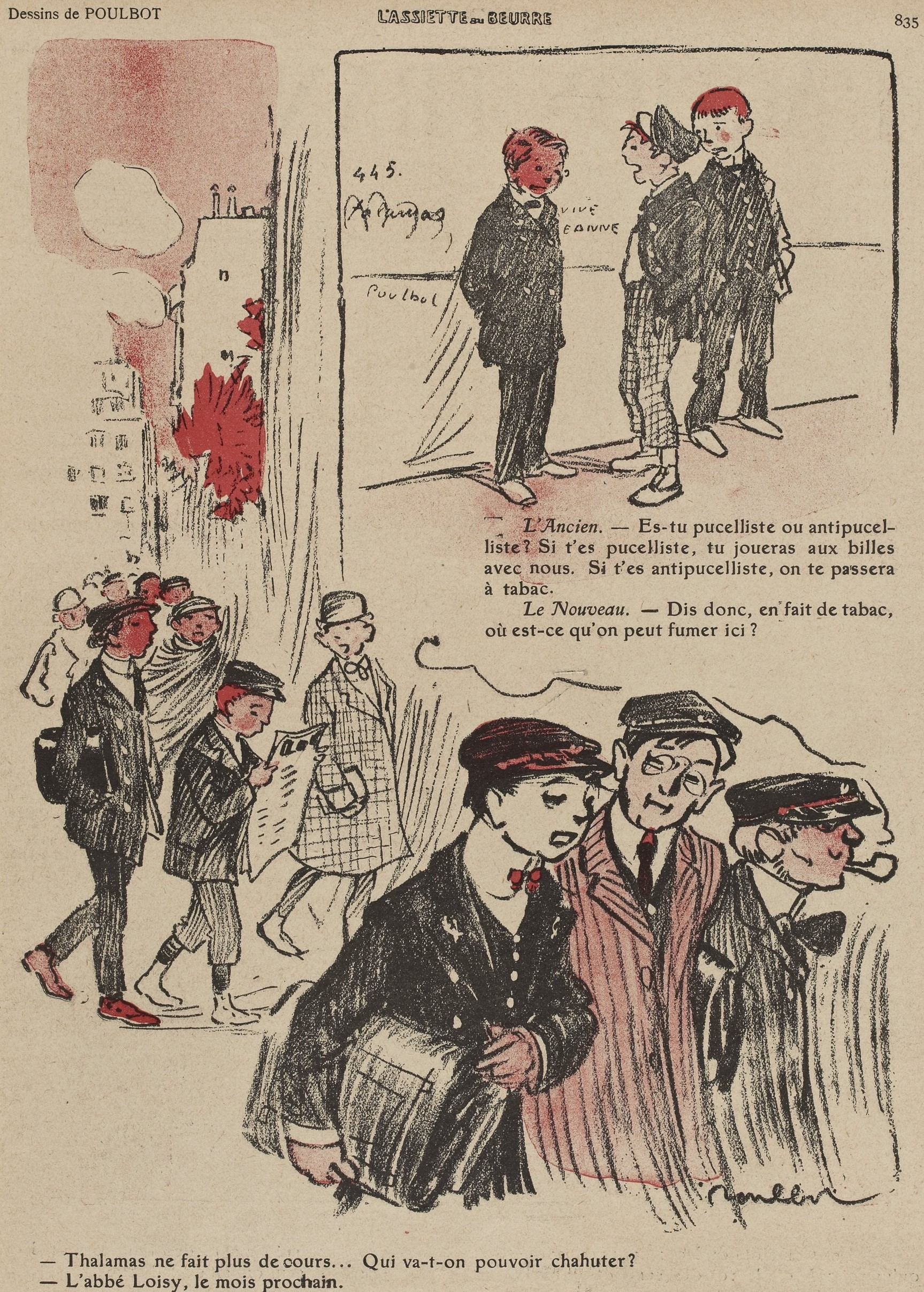
Caricature des Camelots du roi à propos de l'affaire Thalamas dans L'Assiette au beurre du 27 mars 1909.

premier procès fait à un Camelot du Roi a lieu le 24 décembre : Serge Real del Sarte, élève à l'école des Beaux-Arts, est accusé de « violence à agent ». Le même jour, un groupe de cinq cents manifestants, conduit par son frère Maxime et les Camelots, se dirige vers le Sénat et envahit la cour du palais aux cris de « À bas la République ». Pour se faire connaître, les Camelots du Roi n'hésitent pas à se faire arrêter volontairement pour comparaître en procès public et pour faire parler d'eux dans la presse.
Le 31 décembre, Maxime Real del Sarte est condamné à quinze jours de prison pour « outrages à agents ».
Le 16 février 1909, le professeur est fessé en plein cours ce qui devient un « véritable fait d'armes pour les Camelots du Roi ».
La campagne contre Thalamas dure trois mois, avec de nombreuses arrestations pour injures et violences à agents : outre celles de Maurice Pujo et Maxime Real del Sarte, son frère Yves, Henry des Lyons, Marius Plateau, Georges Bernanos et des dizaines de Camelots du Roi anonymes sont arrêtés, puis relâchés après avoir passé une quinzaine de jours en prison.
L'affaire Thalamas suscite alors des réactions passionnées ; les camps thalamistes et antithalamistes se confrontent à nouveau durant l'année 1909. La Fédération républicaine des étudiants de France dirigée par Edmond Bloch tente de faire obstacle aux Camelots du Roi. Cet épisode s'inscrit dans une période de « mythification » de Jeanne d'Arc dans les milieux nationalistes français ; il s'agit de l'un des premiers coups d'éclat des Camelots du roi.

### Échanges avec les anarchistes

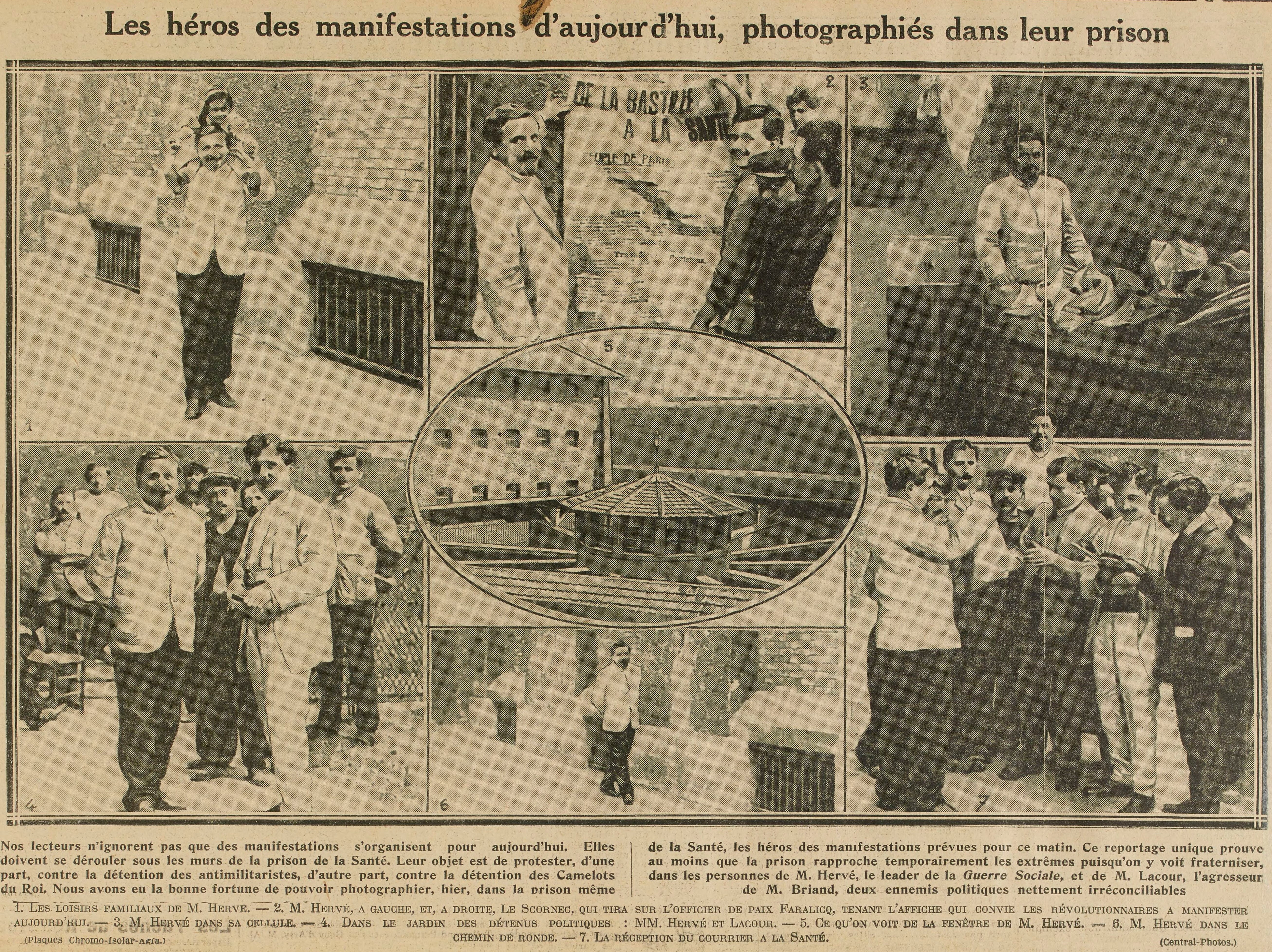
Lucien Lacour, Gustave Hervé et des syndicalistes fraternisent à la prison de la Santé.

Dans les années 1910, les Camelots du roi se prennent brièvement d'amitié avec l’extrême gauche notamment les anarcho-syndicalistes. Les militants des deux bords sympathisent en prison et se découvrent un ennemi commun : la République. Anarchistes et Camelots du roi partagent leur quotidien en détention et chantent ensemble aussi bien L'Internationale, La Chanson du linceul, Gloire au 17e, Vive Henri IV !, La France bouge ou encore Vive les Camelots du roi,. À titre d'exemple, le Camelot du roi Georges Bernanos est arrêté le 14 janvier, le 8 février et le 10 mars 1909. Lors de sa dernière arrestation, il est condamné à dix jours de prison et 25 francs d'amende. Il raconte son incarcération et sa fraternisation avec les militants révolutionnaires :

« À la Santé, où nous faisions des séjours, nous partagions fraternellement nos provisions avec les terrassiers, nous chantions ensemble, tour à tour : Vive Henry IV ou L'Internationale. »

Il y a tout de même eu quelques accrocs entre Camelots du roi et anarchistes comme l'illustre le témoignage du Camelot du roi Georges Morizot qui nuance cette amitié carcérale :

« Pendant la journée nous étions au régime politique, avec les gens de La Guerre sociale, Almereyda, Méric, Merle (du Merle blanc), Delannoy, dessinateur des Hommes du jour, et une trentaine de syndicalistes, des costauds et des durs que Georges essayait de convaincre. Un jour, une bagarre folle ! J'arrive juste à temps pour voir Bernanos pris à la gorge par un géant qui, le poing levé, s'apprêtait à lui écraser la figure. Je bondis, attrape une chaise, et, les forces décuplées par la rage, la casse sur la tête du costaud qui s'effondre. Bagarre générale. Les gardiens accourent avec leur revolver. Tout le monde est mis en cellule. »

Ce rapprochement avec les anarchistes est approfondi dans le Cercle Proudhon porté par Henri Lagrange mais l'urgence de la guerre met rapidement fin à ce rapprochement.

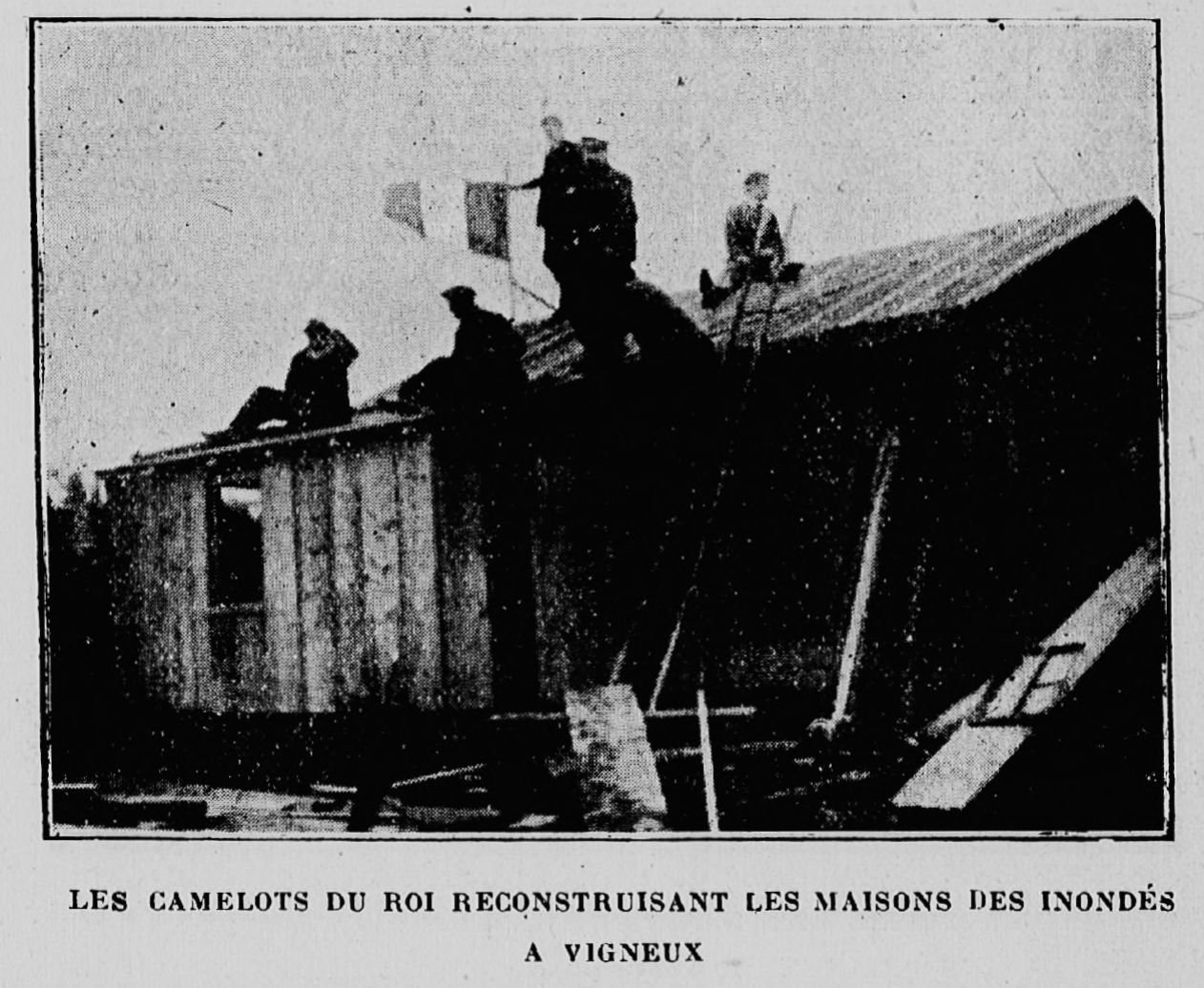
Les Camelots du roi reconstruisent les maisons des inondés à Vigneux dans lAlmanach de l'Action française de 1911.

### Inondations de 1910
Lors de la crue de la Seine de 1910, les Camelots du roi aident les sinistrés de différentes manières : soupes populaires, distribution de charbon et de vêtements, bacs pour traverser ou mettre en sécurité les sinistrés, récoltes de dons,,. Les Camelots du roi se risquent « dans les quartiers les plus populaires, dans les banlieues les plus rouges de la périphérie avec un certain cran, parfois expulsés par un commissaire de police buté, comme à Javel, ou par un maire […] comme à Issy-les-Moulineaux ». Dans les faubourgs d'Issy-les-Moulineaux, la soupe populaire de l'Action française fournissait mille repas par jour et les Camelots du roi apportaient une aide régulière à 172 familles pour un total de 882 personnes. Maurice Pujo livre un récit de ces événements dans l'Almanach de l'Action française de 1911.
Du 17 février au 20 avril à Vigneux, les Camelots du roi bâtissent et meublent vingt-cinq baraquements pour des ouvriers, avec le concours de la marquise de Mac Mahon et de l'Association des Jeunes filles royalistes.
Précédemment, l'Action française avait financé des baraques pour reloger les sinistrés lors du séisme du 11 juin 1909 dans le Sud de la France.

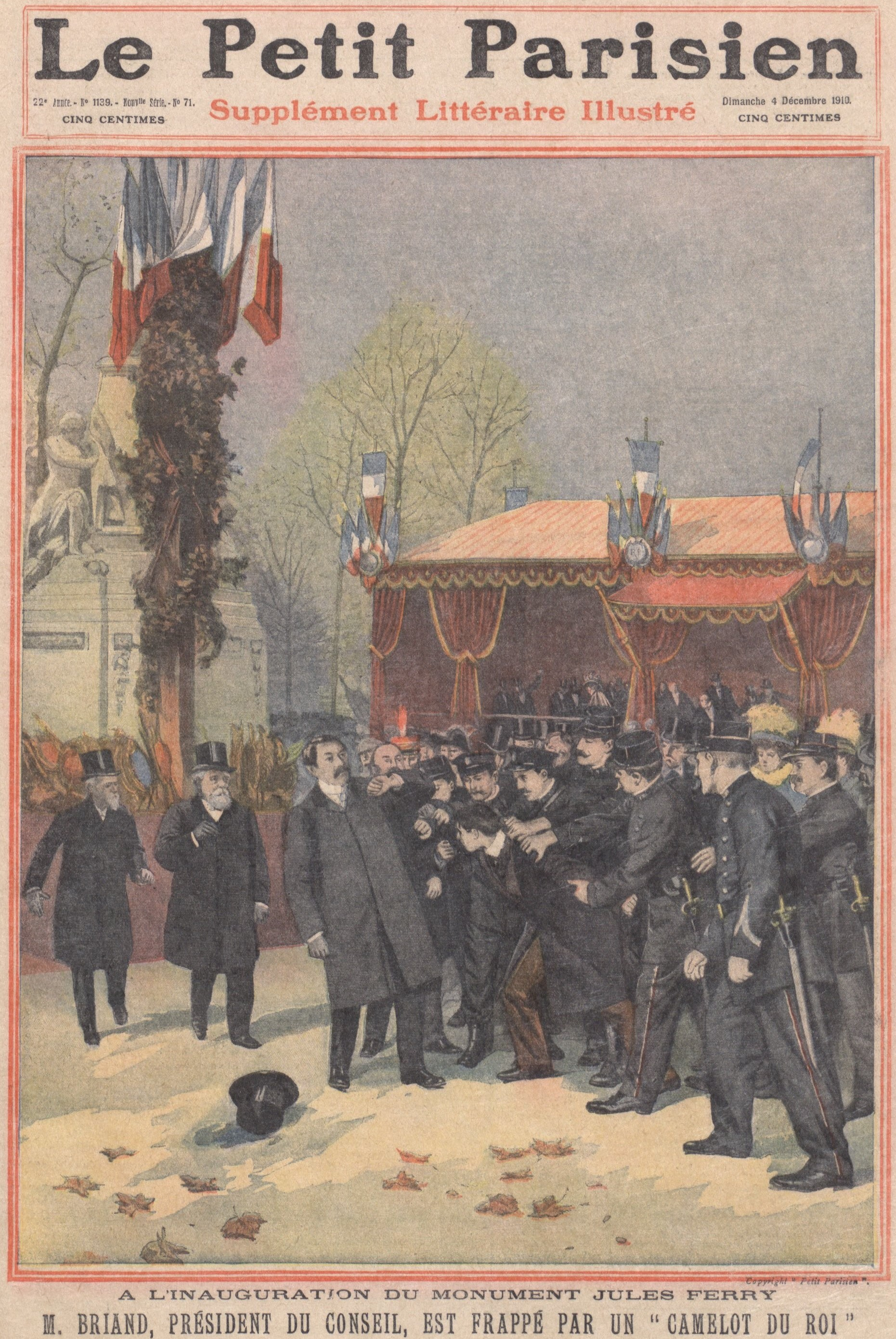
Lucien Lacour gifle Aristide Briand dans Le Petit Parisien du 4 décembre 1910.

### Le coup d'éclat de Lucien Lacour
Dans la nuit du 19 au 20 novembre 1910, des Camelots placardent sur les murs de Brest une affiche intitulée « Les Gloires de la République », qui représente une grosse femme juive — portant un bonnet phrygien et un accoutrement maçonnique et attaque avec virulence le président du Conseil, Aristide Briand, et Joseph Reinach, surnommé « Reinach Boule-de-Juif » (pique à propos de son embonpoint, en référence à une nouvelle de Maupassant intitulée Boule de Suif). Le lendemain, le Camelot du roi Lucien Lacour réussit à donner deux gifles à Briand, en criant : « À bas la République ! Vive le roi ! À bas Briand, partisan de Lafferre, des fichards et d’Israël contre notre Pays ! »,.
Le 6 décembre 1910, Lucien Lacour est condamné à trois ans de prison. Il est finalement libéré le 16 janvier 1912 après 422 jours de prison.

### Manifestations à la Comédie-Française

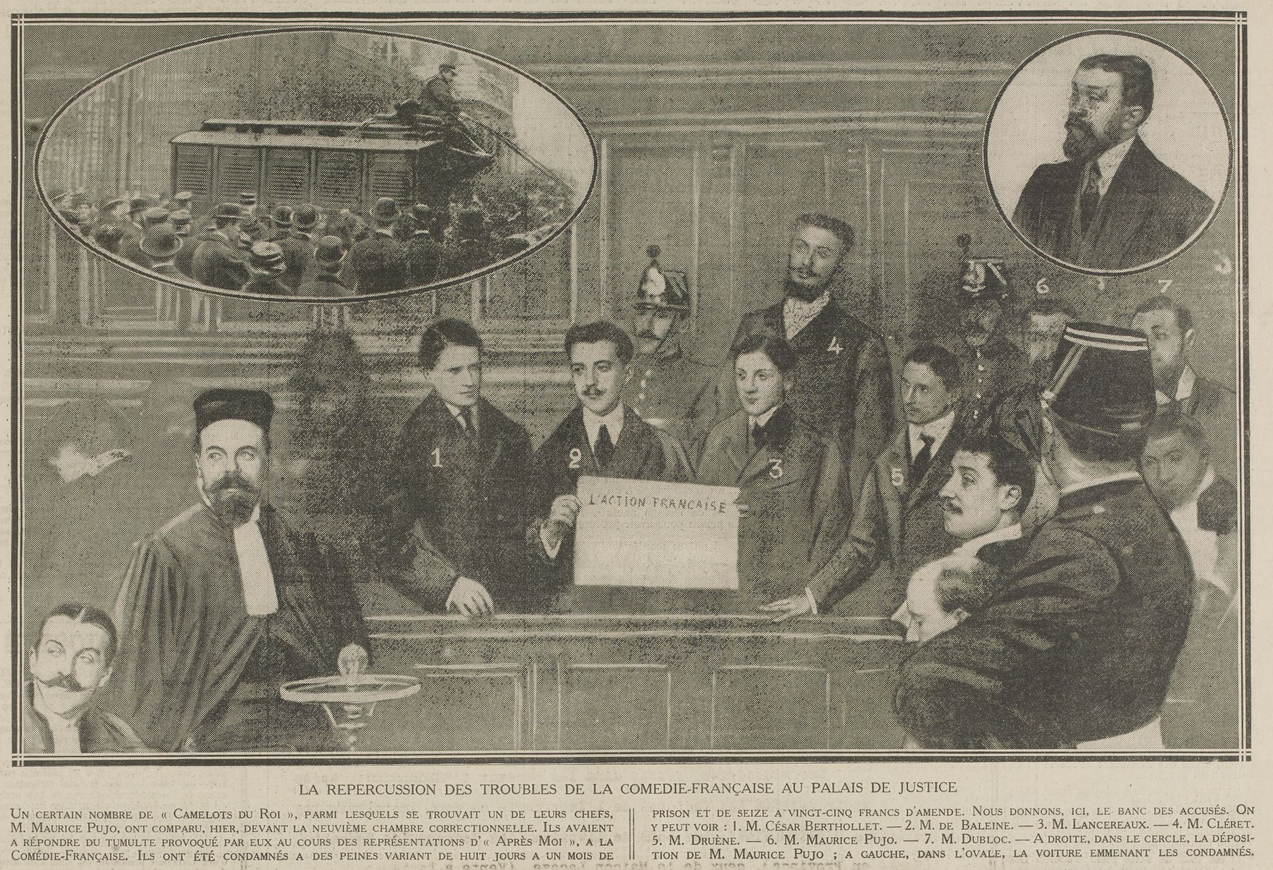
Les Camelots du roi au palais de justice le 4 mars 1911.

En février 1911, Henry Bernstein présente sa pièce de théâtre Après moi à la Comédie-Française. Dès l'annonce de la première représentation, les Camelots du roi collent des affiches reproduisant une lettre où Henry Bernstein se vantait d'avoir déserté,. Lors de la deuxième représentation le 21 février 1911, Maurice Pujo et plusieurs Camelots du roi sont arrêtés tandis qu'ils chahutaient la pièce de théâtre. Chaque représentation donne lieu à des manifestations de l'Action française. Le 3 mars, la pièce de théâtre est déprogrammée. Le 4 mars, Maurice Pujo est condamné à un mois de prison et 25 francs d'amende, César Berthollet à huit jours et 16 francs tandis que les autres Camelots du roi écopent de peines de prison avec sursis et quelques francs d'amende.
Le 22 juin 1911, Henry Bernstein se sentant offensé par un article de Léon Daudet, les deux hommes s'affrontent en duel. Le 26 juillet 1911, un second duel oppose Maurice Pujo à Henry Bernstein.

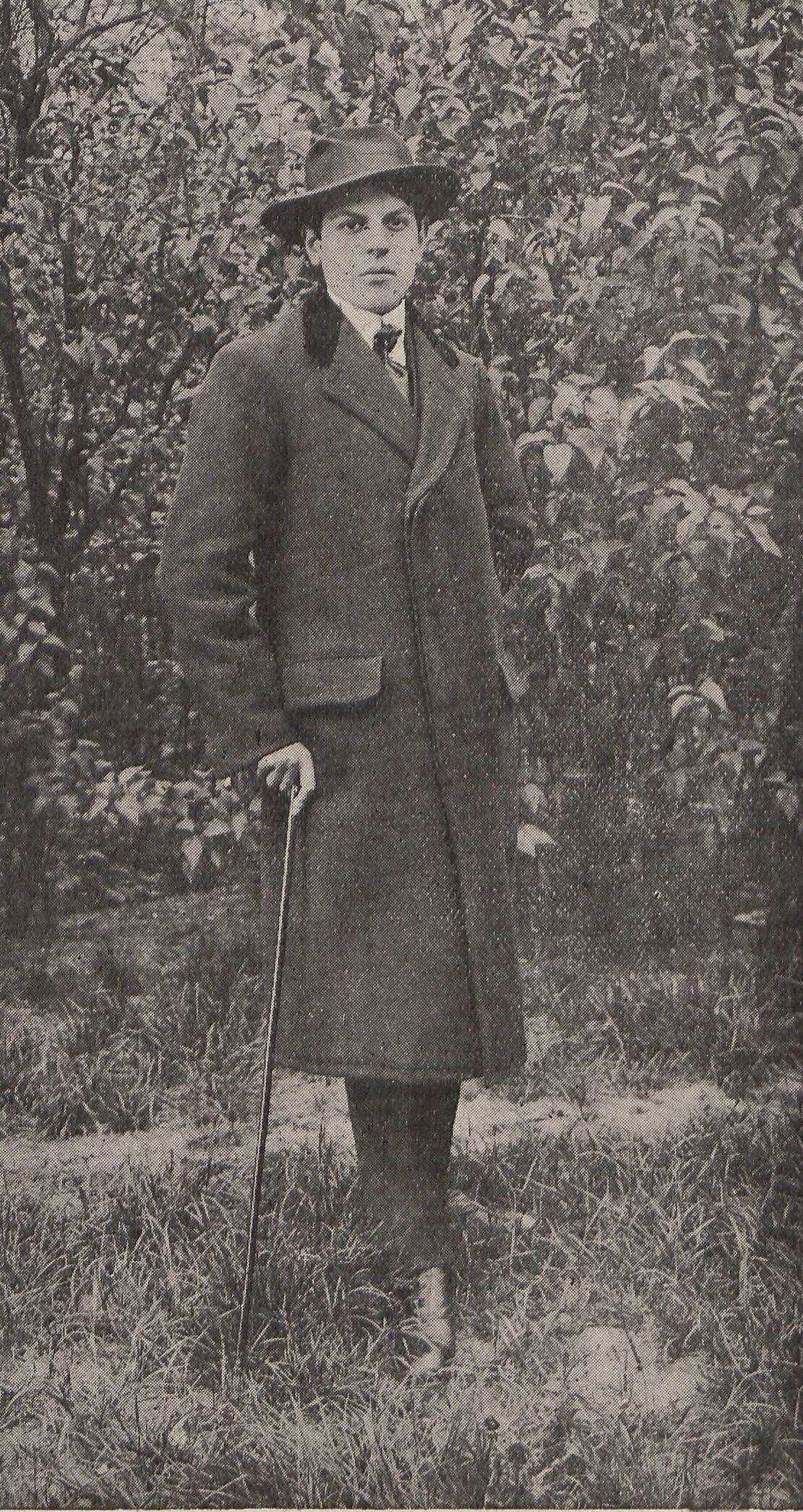
Norbert Pinochet, oncle d'Augusto Pinochet et Camelot du roi dans Le Coup de fouet du 30 juin 1912.

Le 23 avril 1912, les Camelots du roi Henri Bourgoin et Norbert Pinochet font évader Gabriel de Baleine, un autre militant emprisonné. Ils téléphonent au directeur de la maison centrale de Clairvaux en se faisant passer pour Raymond Poincaré, président du Conseil. Le stratagème inspire quelques années plus tard la téléphoniste Charlotte Montard.

### La loi des trois ans
En 1913 face à la menace d'un conflit armé avec l'empire allemand, l'Action française décide de soutenir l'allongement de la durée du service militaire porté par la loi des Trois ans. Les Camelots du roi affrontent les militants de gauche défavorables à cette mesure et plus enclins à l'amélioration des relations avec l'Empire allemand et à l'instruction militaire des réservistes. Les Camelots du roi et les ligueurs participent à de nombreuses conférences contradictoires ainsi qu'à des manifestations dans plusieurs villes : Bordeaux, Nice, Toul, Epinal, Toulouse, Limoges, Dijon, Orléans, Lille, Lyon, Rennes.
La loi est finalement adoptée le 7 août 1913. Charles Maurras se targue que le président du Conseil, Louis Barthou, ait complimenté l'Action française : « Cela n'aurait pas été possible sans les Camelots du roi ». Une citation probablement apocryphe.
Toutefois, le mérite de la promulgation de cette loi ne revient pas uniquement aux Camelots du roi. L'historienne Rosemonde Sanson rappelle que « les campagnes de presse menées par des formations de républicains modérés, la création un peu plus tard de la Fédération des gauches à la veille des législatives de 1914 ont eu, sans nul doute, une répercussion plus importante ».

### Pendant la Grande Guerre

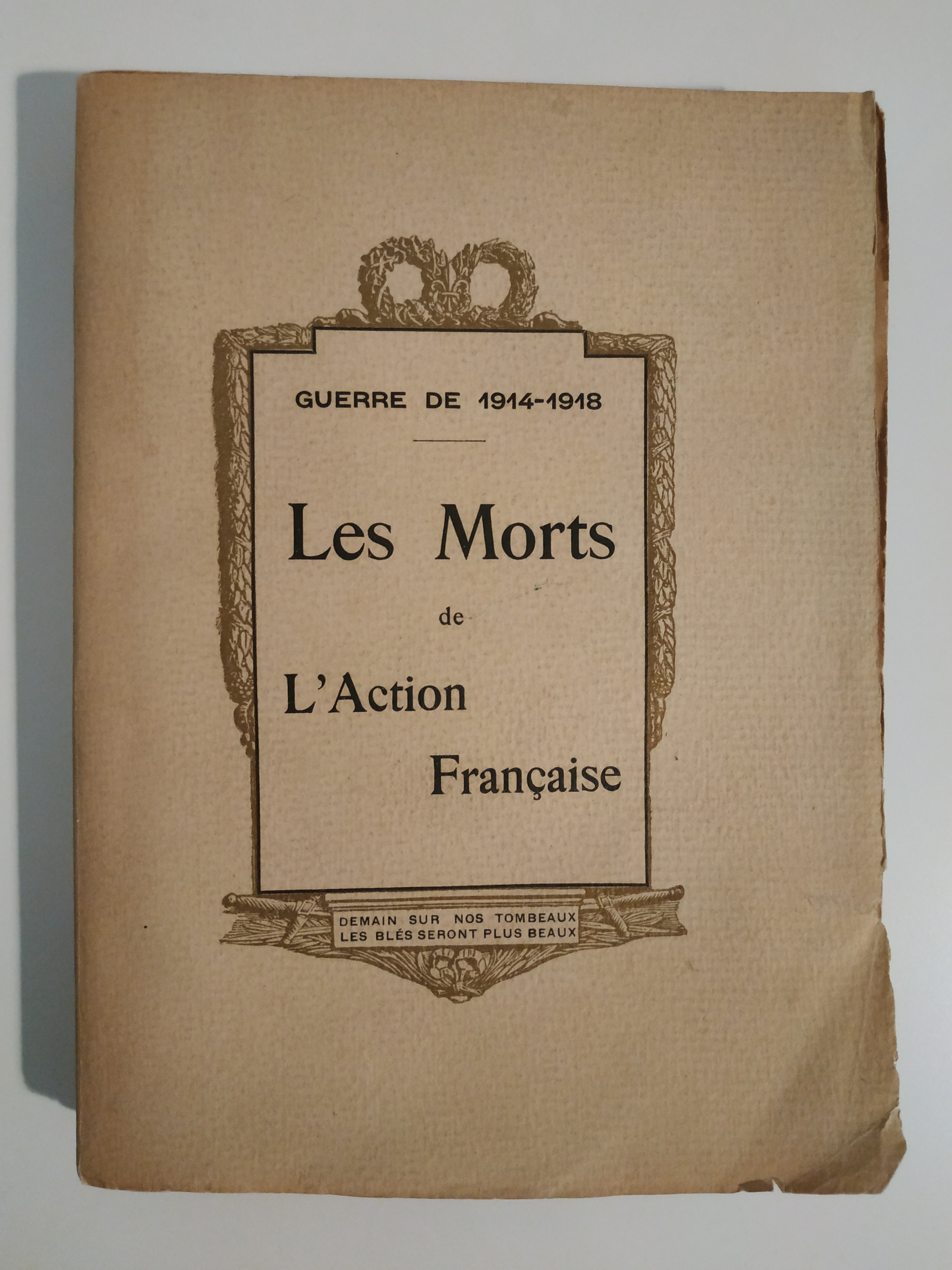
Les Morts de l'Action française de Jules Challamel (1921).

En 1914, les Camelots du roi cherchent à maintenir leurs réunions bien que la fréquentation soit en baisse en raison de la guerre et de l'appel sous les drapeaux de bon nombre de militants. En septembre 1915, l'Action française décide de suspendre l'activité des Camelots du Roi. En 1916, certaines sections parviennent néanmoins à maintenir un rythme et à assurer des réunions comme à Bordeaux, Toulouse, Marseille, Nogent le Perreux, Rouen, Angers, Montpellier, Chambéry, Nantes, Riom et Saint Germain en Laye. Les sections de Vannes, Nîmes, Lorient, Laval, Saint Denis, Nancy, Saint Nazaire, Tours parviennent à réunir ponctuellement adhérents et militants.
À l'issue de la Première Guerre mondiale, 10 des 12 secrétaires généraux et adjoints que comptèrent les Étudiants d'Action française entre 1909 et 1914 ont trouvé la mort au combat. L'avocat et journaliste Jules Challamel recense pendant toute la durée du conflit les morts de l'Action française dans une rubrique intitulée « L'Action française au champ d'honneur » entre le 29 août 1914 et le 2 novembre 1920. En novembre 1921, il publie Les Morts de l'Action française où il compile ses 1082 listes établies pendant la Grande Guerre. L'Action française revendique deux mille cinq cents adhérents morts au champ d'honneur.

### L'assassinat de Marius Plateau

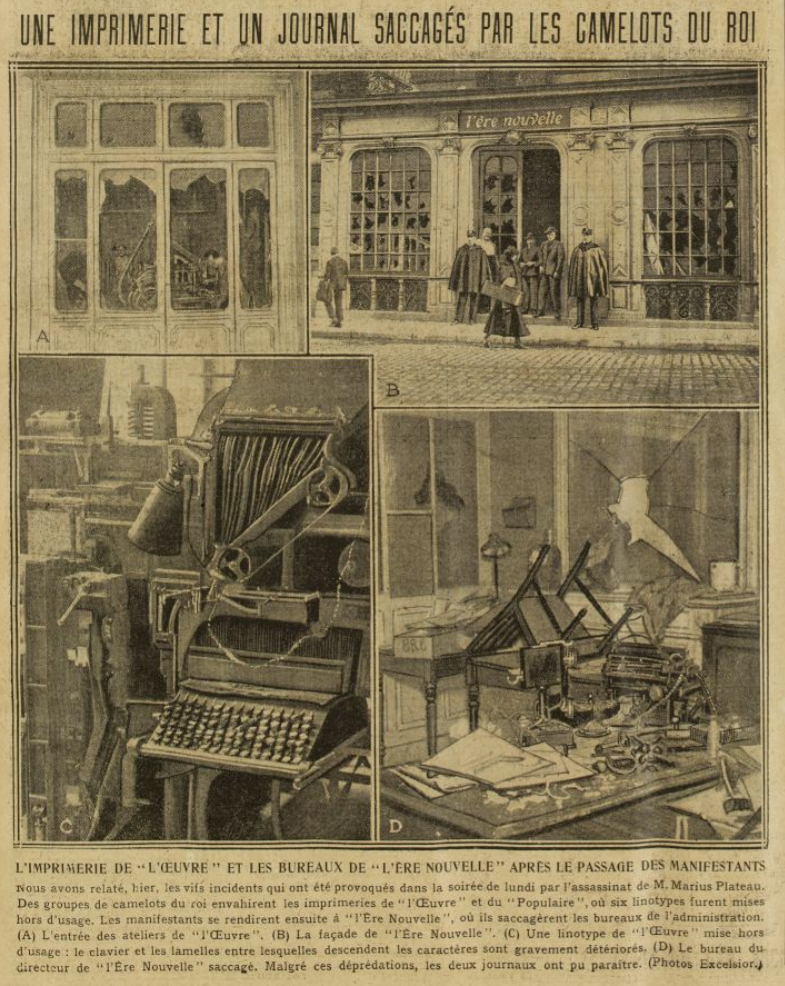
Saccages de L’Ère nouvelle et de L’Œuvre par les Camelots du roi le 23 janvier 1923.

Le 22 janvier 1923, le secrétaire général des Camelots du roi, Marius Plateau, est assassiné par Germaine Berton, une militante anarchiste pour venger Jean Jaurès, Miguel Almereyda et protester contre l’occupation de la Ruhr. Décapités, les Camelots du roi laissent libre cours à leur fureur en saccageant des bureaux et des imprimeries de trois journaux de gauche : L’Œuvre, L’Ère nouvelle et Bonsoir. Cette fois, l’opinion publique ne soutient pas les Camelots et Le Populaire écrit : « quelqu’un (Germaine Berton) a osé retourner les méthodes des Camelots contre eux ».[réf. souhaitée]
Le soir du 31 mai 1923, le catholique Marc Sangnier, le radical Maurice Viollette et le socialiste Marius Moutet doivent s’exprimer lors d’un meeting salle des sociétés savantes contre le « fascisme français ». Mais les Camelots du Roi agressent les trois hommes en les battant et enduisant de goudron et d'encre d'imprimerie. Les victimes échappent de justesse à un traitement à l'huile de ricin. Le lendemain, les communistes, les socialistes et, pour la première fois, les radicaux expriment leur profond mécontentement. Les radicaux, par la voix de leur chef Édouard Herriot, demandent au gouvernement de réaffirmer son caractère républicain.[réf. souhaitée] À cause de cette agression, les Camelots du Roi furent surnommés les « apaches du Roy » dans plusieurs titres de presse,,.
Le 22 janvier 1930, l’Association Marius Plateau est créée en hommage au destin jugé exemplaire de Marius Plateau.

### La dissidence du Faisceau

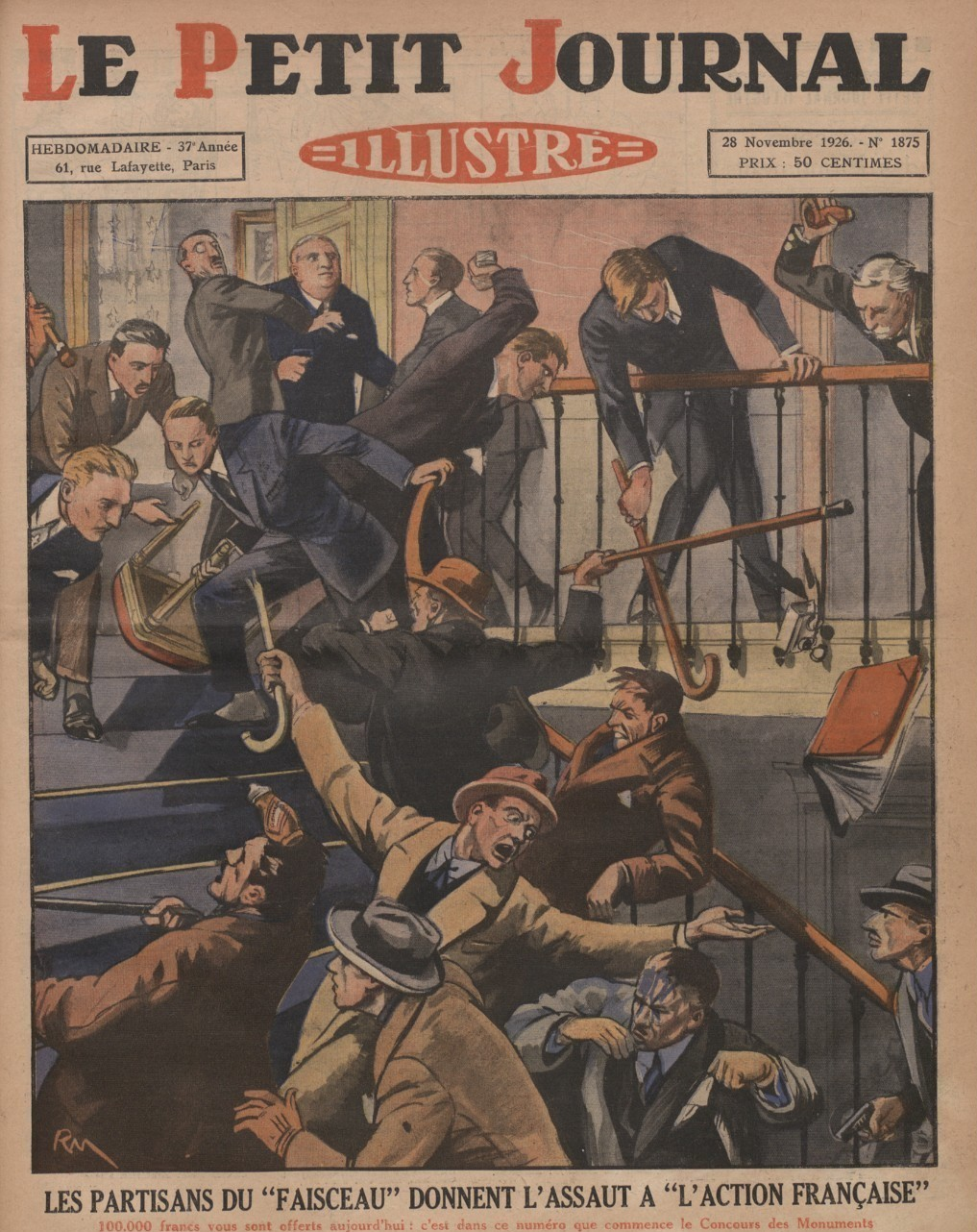
Attaque des locaux de l'Action française par le Faisceau dans Le Petit Journal illustré du 28 novembre 1926.

Le 11 novembre 1925, Georges Valois, ancien membre de l'Action française, fonde le premier parti fasciste français baptisé le Faisceau. Ce groupement éphémère fait intentionnellement de l'ombre à l'Action française. En effet, en quittant Maurras, Georges Valois aurait emporté avec lui le fichier des abonnés de l'Action française. Lors de sa création, le Faisceau aurait récupéré 1 800 membres de l'Action française entre décembre 1925 et avril 1926 rien qu'à Paris,. En récidive, les Camelots du roi sabotent une réunion du Faisceau universitaire à la salle d'horticulture à Paris le 15 décembre 1925 en mettant en déroute Georges Valois,. En conséquence, René Bardy, ancien communiste, est chargé par Georges Valois « de mettre sur pied un service d'ordre capable de faire face tant aux troupes de Maurras qu'à celles du parti communiste ».
En avril 1926, le Faisceau devance l'Action française dans la région parisienne avec 15 127 membres contre 13 500. Les Camelots du roi agissent en agents provocateurs de sorte à saboter l'essor du Faisceau.
Le 14 novembre 1926, la situation dégénère une fois de plus. Le Faisceau organise une expédition punitive dans les locaux de l'Action française, rue de Rome.

### Durant la condamnation de la papauté
Les Camelots du roi usaient aussi de stratagèmes. Il arrivait que lors d’un défilé les Camelots de tête de cortège aillent se replacer en queue de cortège pour défiler une deuxième fois, ce qu'ils font, par exemple, le 28 novembre 1926, lors du pèlerinage célébrant les morts d’Action française au cimetière de Vaugirard. Le 30 mai 1927, lors du défilé de Jeanne d'Arc, les Camelots désorganisent les groupes catholiques rivaux en transmettant des contre-ordres au moyen de branchements clandestins effectués sur la ligne téléphonique.

### Contre le pacifisme de l'entre-deux-guerres
En novembre 1930, les camelots du roi et étudiants d'Action française empêchent la tenue d'une réunion de la Ligue des droits de l'homme consacrée à « L'Allemagne et nous ».
L’année 1931 marque un nouvel élan de l’activité des Camelots du roi. Le 27 novembre 1931, les Camelots troublent le Congrès du désarmement international, organisé par l'École de la Paix de Louise Weiss, au Trocadéro à Paris et rassemblant plusieurs milliers de personnes venues d’une quarantaine de pays différents. Les Camelots, alliés aux Croix-de-Feu et aux Jeunesses patriotes donnent l'assaut à la tribune et expulsent les personnalités qui l'occupaient. Il faut évacuer la salle pour réussir à en faire sortir les Camelots.
Entre 1932 et 1933, pacifistes et royalistes s'affrontent à de nombreuses reprises.

### Le siège de la rue de Rome

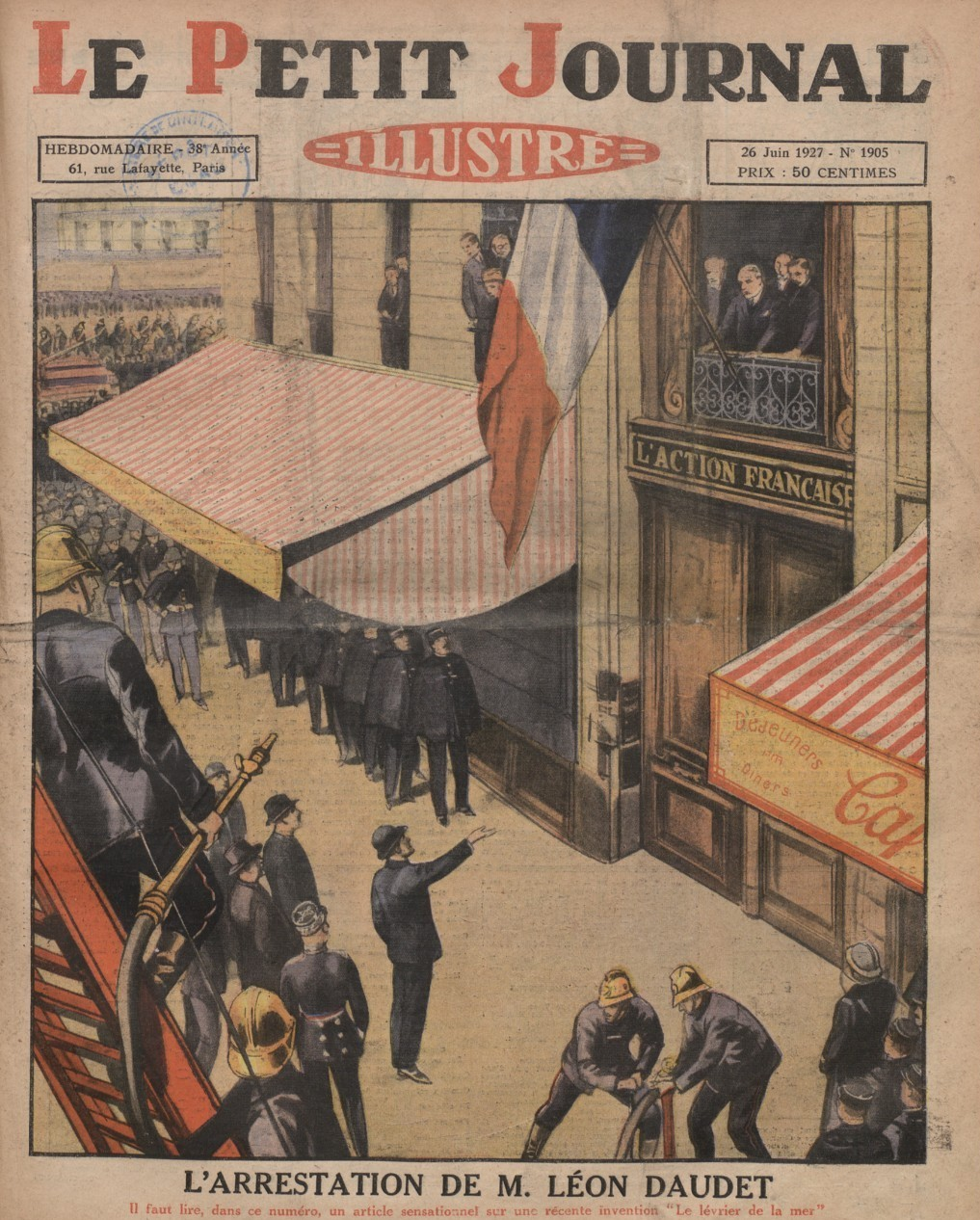
Reddition de Léon Daudet dans Le Petit Journal illustré du 26 juin 1927.

En 1927, les Camelots du Roi participent activement à la protection de Léon Daudet et de Joseph Delest lorsqu'ils sont sommés d'effectuer une peine de prison à la suite de la plainte du chauffeur de taxi Bajot cité dans l'affaire Philippe Daudet. Dès le 9 juin 1927, Léon Daudet se retranche dans les locaux de l'Action française, rue de Rome, pour se soustraire à la justice. Les Camelots du roi et les ligueurs barricadent les lieux façon Fort Chabrol. Après trois jours de siège qui donnent lieu à d'importantes bagarres avec les forces de police, le préfet Jean Chiappe obtient la reddition des deux principaux forcenés qui sont immédiatement incarcérés à la prison de la Santé. Le 25 juin 1927, la téléphoniste Charlotte Montard fait évader Léon Daudet, Joseph Delest et le communiste Pierre Semard grâce à un canular téléphonique auprès du directeur de la Santé. Pour ce plan, Charlotte Montard délègue à une dizaine de Camelots du Roi dont André Real del Sarte et Pierre Lecœur, la responsabilité de saturer les lignes téléphoniques de la prison.

### La grande dissidence de 1930
En 1930, les Camelots du roi et la ligue d'Action française se livrent une guerre fratricide au sein de l'Action française. Henri Martin, secrétaire général de la Fédération de la région parisienne et de la ligue, et secrétaire adjoint national de la ligue, briguait le poste de secrétaire général des Camelots du roi occupé par Pierre Lecœur. La nomination de Pierre Lecœur comme secrétaire général de l'Action française et son remplacement en tant que secrétaire général des Camelots du roi par Philippe Roulland provoquent l'ire de Henri Martin. Il diffame sournoisement Pierre Lecoeur en l'accusant d'être un indicateur de police. Cette rumeur est reprise par le président de la ligue Bernard de Vesins et le vice-président de la Fédération de Paris Paul Guérin. Henri Martin et Paul Guérin affirment cela car Pierre Lecœur n'aurait pas été condamné à la suite d'un accident de voiture grâce à des complicités policières. L'accusé parvient à confondre ses détracteurs en apportant la preuve qu'il avait bien été condamné à trois mois de prison avec sursis et à 15 000 francs de dommages et intérêts qui l’obligèrent à vendre sa voiture et à faire un emprunt à la caisse des Camelots du Roi puis un autre à l'Action française. Henri Martin et Paul Guérin sont radiés et suivis par Bernard de Vesins, François de la Motte, Maurice Dardelle, Galli et Hervé Le Grand qui démissionnent et se retrouvent à l'Union des corporations françaises. Plusieurs autres démissions suivent à Paris et en province et des règlements de compte à « coups de canne dans les locaux du journal » sont rapportés par Jean de Fabrègues. Le 6 février 1930, un étudiant d'Action française fut frappé à coups de pied par des commissaires et un Camelot du roi fut brutalisé sur ordre de Maxime Real del Sarte et de Lucien Lacour. Les étudiants dissidents fondent la Fédération des étudiants royalistes présidée par Félicien Maudet et Gabriel Jeantet. Cette crise affaiblit l'Action française sur le plan des effectifs mais aussi financier.

### L'affaire Stavisky
En 1933, la crise économique venue d'Amérique touche la France et s'accompagne en plus d'une crise politique, l'affaire Stavisky, avec la montée de l'antiparlementarisme en France.
Le 25 décembre 1933, sur ordre du sous-préfet Antelme, le directeur du Crédit municipal de Bayonne Gustave Tissier est arrêté pour fraude et mise en circulation de faux bons au porteur pour un montant de 25 millions de francs. On découvre rapidement que Tissier n'est que l'exécutant du fondateur du Crédit communal, Serge Alexandre Stavisky, qui a organisé cette fraude sous la surveillance complice du député-maire de Bayonne, Joseph Garat (il sera condamné à deux ans de prison).
L'enquête, menée notamment par Albert Prince, chef de la section financière du parquet de Paris, permet de découvrir les nombreuses relations entretenues par l'escroc dans les milieux de la police, de la presse et de la justice : le député Gaston Bonnaure, le sénateur René Renoult, le ministre des Colonies et ancien ministre de la Justice Albert Dalimier, les directeurs de journaux Albert Dubarry et Camille Aymard.
L'Action française et les Camelots du roi s'emparent alors de l'affaire, dénonçant « le scandale de Bayonne ». D’une banale escroquerie, l'« affaire Stavisky » devient un scandale politico-financier qui touche tous les milieux de la république établie, en particulier le parti radical. L'indignation populaire entraîne la chute du gouvernement radical-socialiste. Édouard Daladier remplace Camille Chautemps à la présidence du Conseil. Il destitue aussitôt le préfet de police Jean Chiappe, suspecté de sympathie avec les ligues de droite. Le 6 février 1934, Édouard Daladier présente à l'Assemblée nationale le nouveau gouvernement. Dans le même temps, une grande manifestation est organisée à Paris, place de la Concorde, à l'appel de plusieurs ligues de droite dont les Camelots du roi sur le thème : « À bas les voleurs ! » La manifestation dégénère. La police tire. Douze manifestants et un policier sont tués. On compte un millier de blessés. Trois jours plus tard, une contre-manifestation dégénère à son tour et fait quatre morts. Édouard Daladier doit céder la place à Gaston Doumergue à la tête du gouvernement.
D’autres incidents surviennent à la Sorbonne, comme la campagne contre le professeur de droit Gérard Lyon-Caen, de confession juive, que les Camelots du roi réussissent à faire mettre en retraite anticipée ; ou encore l'intervention de Maurice Pujo faisant irruption dans une salle de cours de l’université et écartant le chargé de cours pour donner une leçon sur l’Action française.[réf. souhaitée]
En 1934 ils participent aux troubles comme les autres ligues d’extrême droite, mais ils manquent d’organisation. Eugen Weber parle d’une « troupe vaillante mais d’un commandement lamentable ». Les plans d’action sont égarés quelques jours avant les manifestations et l’évènement trouve très peu de relais en province.[réf. souhaitée]

### Manifestations xénophobes de 1935

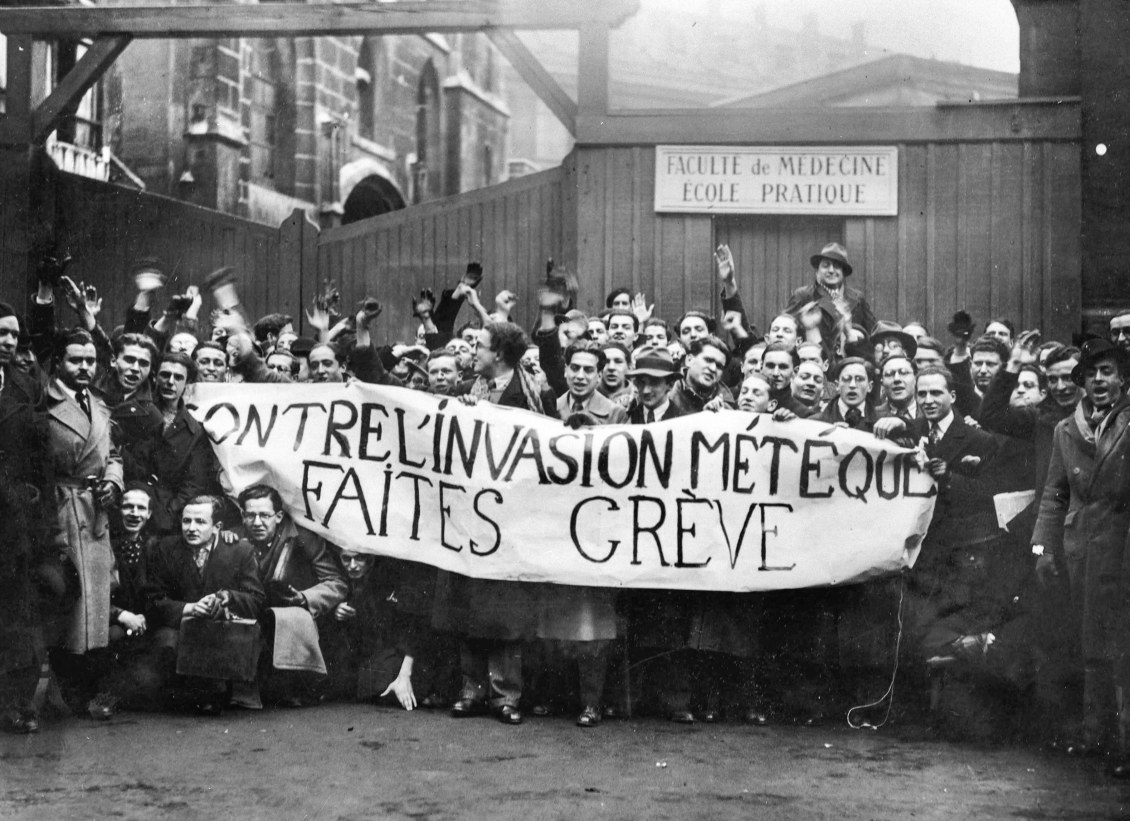
Manifestation d'étudiants parisiens devant la faculté de médecine.

Au début des années 1930, les médecins français imputent leurs difficultés à un supposé décalage entre une offre qui « excèderait la demande solvable de soins », autrement dit à un trop grand nombre de médecins. L'Action française, qui exerce une grande attraction dans le milieu médical grâce au ralliement de membres éminents de la profession, va s'immiscer dans ce débat en reportant la faute sur les médecins et étudiants étrangers.
Des étrangers, notamment juifs, peuvent étudier la médecine en France grâce à la loi du 30 novembre 1892 qui ouvrait l'exercice de la médecine à tout titulaire du doctorat français, qu'importe sa nationalité. Cela déplait à certains étudiants de médecine et médecins qui les désignent comme des « métèques ». L'Étudiant français, organe de propagande des étudiants d'Action française, relaie dès 1925 tout une série d'articles hostiles aux étudiants étrangers et relate « les incidents xénophobes qui surviendraient dans les facultés ou les services hospitaliers ».
En 1927, la loi du 10 août 1927 sur la nationalité accroit le nombre de naturalisations qui sont dénoncées par les syndicats médicaux et l'Action française.
La loi Armbruster de 1933 envenime le débat en restreignant l’exercice de la médecine aux citoyens français sans en exclure les naturalisés. En 1935, les tensions sont exacerbées et amplifiées par la propagande des Camelots du roi. Cette année là, l'Action française compte au moins 1500 médecins dans ses rangs d'après la fréquentation du banquet annuel parisien du corps médical. De janvier à mars 1935, les Camelots du roi participent activement au mouvement de grève pour protester contre l’« envahissement de la profession médicale » par les immigrés étrangers. Ces manifestations sont surtout connues pour la participation remarquée de François Mitterrand sous des banderoles xénophobes.

### La Cagoule
Le 9 décembre 1935, 97 Camelots du roi de la 17e équipe du 17e arrondissement de Paris adressent un Mémoire sur l'immobilisme à Maurice Pujo, Georges Calzant et Maxime Real del Sarte les accusant de laisser le mouvement péricliter. Parmi les signataires, on note la présence de Eugène Deloncle, Jean Filiol, Aristide Corre, Jean Bouvyer, Michel Bernollin et Paul Bassompierre. Le 11 janvier 1936, Eugène Deloncle et sept autres personnes sont exclus officiellement.
Ces militants forment ensuite le Parti national révolutionnaire et la Cagoule et sont jugés responsables de l'agression de Léon Blum en 1936.

### La dissolution des Camelots du roi

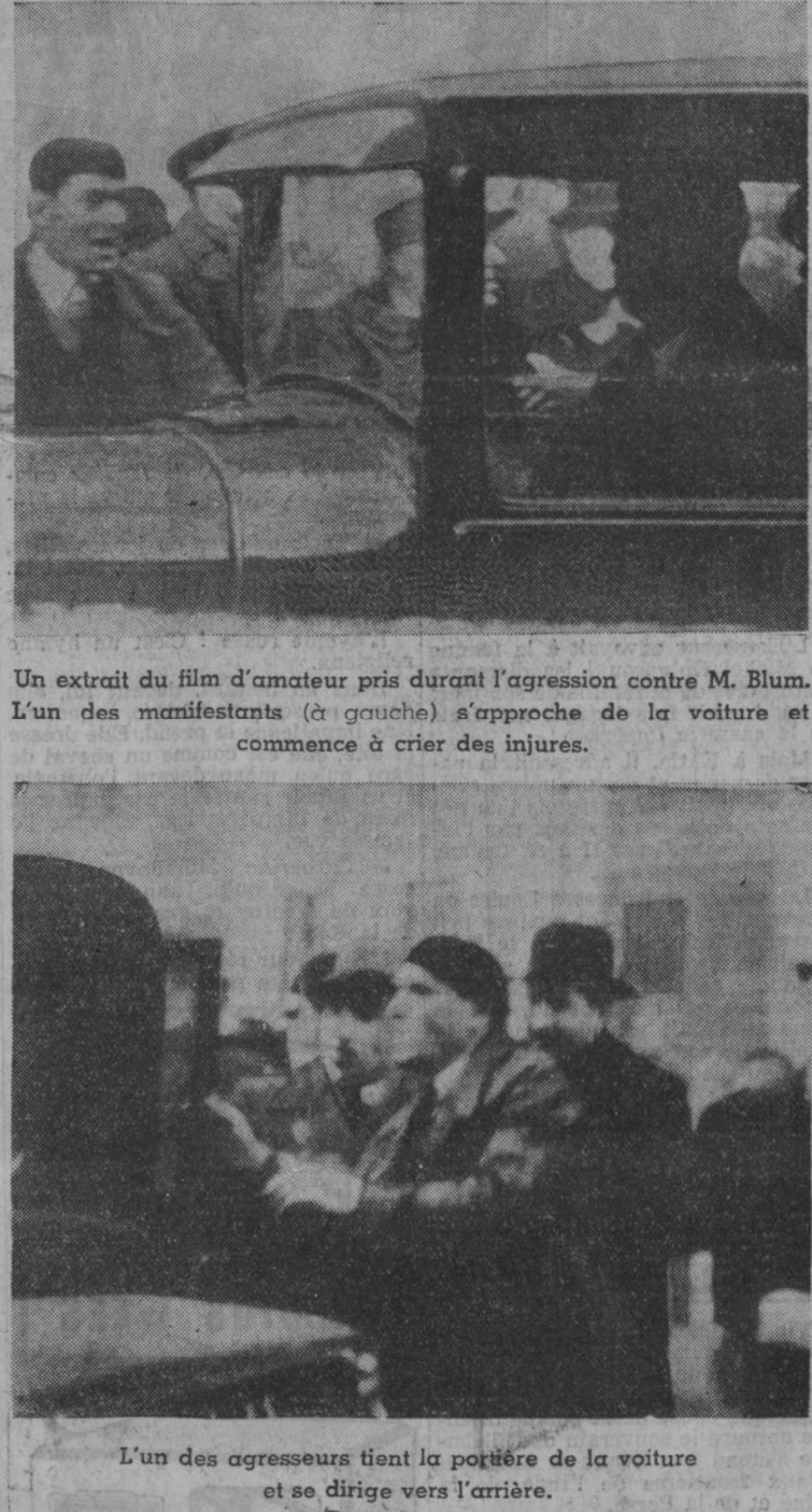
L'agression de Léon Blum dans Paris-Soir du 16 février 1936.

Le 13 février 1936, lors des obsèques de l'historien royaliste Jacques Bainville, Léon Blum fend le cortège en voiture, boulevard Saint-Germain, à Paris. Reconnaissant le député socialiste, un groupe de Camelots du roi, emmené par le cagoulard Jean Filiol, le blesse. En dépit de la brutalité de l'agression, les médecins de l'Hôtel-Dieu constatent « une oreille entamée et une artériole rompue ». Le président du Conseil et ministre de l'Intérieur, Albert Sarraut, décrète dans les heures qui suivent la dissolution « des associations et groupements de fait, dénommés ci-après : la Ligue d'Action française, la Fédération nationale des Camelots du roi et la Fédération nationale des étudiants d'Action française » sur le fondement de la loi du 10 janvier 1936.
Les forces de gauche ripostent en organisant une grande manifestation antifasciste. Le 15 février 1936, les socialistes saccagent la permanence de la section d'Action française du XIVe arrondissement et blessent un ligueur à l’œil.
L'enquête sur l'agression de Léon Blum montre que « la plupart des agresseurs portaient des brassards et insignes d'Action française », et le chapeau de Blum est retrouvé dans les locaux du mouvement royaliste,. Trois suspects d'Action française sont arrêtés grâce à film amateur saisi par la police sur lequel on distingue les insignes sur les blousons mais pas formellement celui qui frappe Léon Blum. Le 24 avril 1936, Louis-Gaston Courtois, ancien adjudant, employé de 38 ans dans une compagnie d’assurances et Camelot du Roi, est condamné à 3 mois de prison et Léon Andurand écope de 15 jours par le tribunal correctionnel de Paris. Le troisième individu nommé Édouard Aragon, architecte de 50 ans, est acquitté.
Malgré la dissolution officielle, les Camelots du roi, quelque peu désorganisés par la tournure des événements, ne disparaissent pas pour autant et maintiennent leurs activités.

### Pendant la Seconde Guerre mondiale
Les Camelots du roi suivent des trajectoires individuelles différentes. Certains s'engagent dans la résistance comme Daniel Cordier, Jean Ebstein-Langevin ou Paul Collette tandis que d'autres préfèrent emprunter le chemin de la collaboration à l'image de Jacques de Mahieu, Henri Martin, Robert Brasillach ou Joseph Darnand, anciens Camelots du Roi dont certains avaient déjà rompu avec l'Action française avant-guerre. Les choix individuels se font aussi par rapport à Charles Maurras, certains s'en distancient, d'autres rompent et d'autres maintiennent leur fidélité.

### Après 1945
L'Action française ressort divisée et discréditée par la condamnation de Charles Maurras et Maurice Pujo pour intelligence avec l'ennemi en 1945. L'esprit des Camelots du roi subsiste au travers des nouvelles générations de militants d'Action française au fil des décennies.

## Idéologie
La doctrine des Camelots du roi est le nationalisme intégral développé par Charles Maurras au début du XXe siècle. Ce nationalisme antirépublicain et antidémocratique défend l'instauration d'une monarchie résumée dans le « quadrilatère maurrassien » comme devant être décentralisée, héréditaire, traditionnelle et antiparlementaire. Ce nationalisme se dit « intégral » dans la mesure où il entend répondre à toutes les problématiques des nationalistes français. Pour cela, les Camelots du Roi se donnent le droit d'user de « la violence au service de la raison » selon la formule de Lucien Lacour,,. En effet, les Camelots du Roi s'inscrivent dans une stratégie de conquête du pouvoir développée par Charles Maurras et Henri Dutrait-Crozon dans Si le coup de force est possible. Dès leur création, les Camelots du Roi engagent de virulentes campagnes nationalistes et antirépublicaines, dans l'intention avouée d'abattre le régime.
Georges Bernanos dans Les Grands Cimetières sous la lune revient sur ses jeunes années de Camelot du roi :

« Nous n'étions pas des gens de droite. Le cercle d'études sociales que nous avions fondé portait le nom de cercle Proudhon, affichait ce patronage scandaleux. Nous formions des vœux pour le syndicalisme naissant. Nous préférions courir les chances d'une révolution ouvrière que compromettre la monarchie avec une classe demeurée, depuis un siècle, parfaitement étrangère à la tradition des aïeux, au sens profond de notre histoire, et dont l'égoïsme, la sottise et la cupidité avaient réussi à établir une espèce de servage plus inhumain que celui jadis aboli par nos rois. »

Les Camelots du roi sont aussi sensibles à l'antisémitisme d'État et à la rhétorique des « quatre États confédérés » de Charles Maurras. Cette position provoque de nombreuses bagarres entre militants de la Ligue internationale contre le racisme et l'antisémitisme et les militants d'Action française durant les années 1930. Durant le Front populaire la vision antisémite et antirépublicaine des Camelots est à son paroxysme et leurs actions atteignent un nouveau seuil de violence. Ils mènent de violentes campagnes avec une ardeur renouvelée, dénonçant une république menée par « le juif Léon Blum ».

## Fonctionnement

### Structure de l'organisation

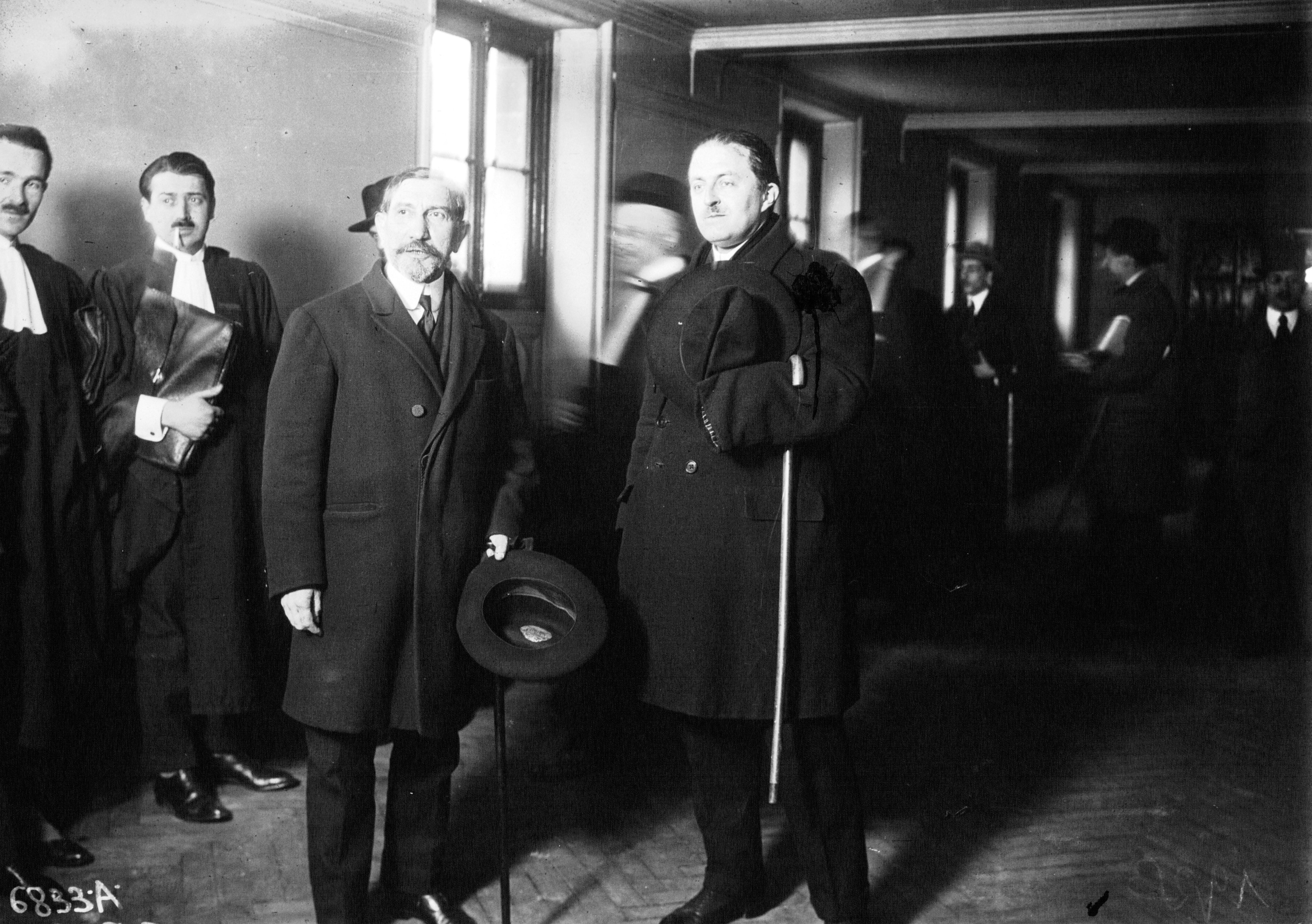
À gauche Charles Maurras, à droite Maxime Real del Sarte (1923).

Les Camelots sont divisés en sections locales comprenant environ 40 hommes. À la fin de l'année 1909, on en compte 65 dans toute la France. En 1911, l'Action française revendique 95 sections et 65 sous-sections, puis 200 sections un an plus tard. En 1931, la Fédération nationale des Camelots du roi revendique 50 sections, dont 22 dans les Bouches-du-Rhône. En 1934, le groupement déclare soixante-quinze sections dont trente-deux pour les Bouches-du-Rhône.

### Recrutement
Les Camelots du roi proviennent, « d'une part, des assez discrets “vendeurs volontaires” de L'Action française, devenue quotidienne, et de l'autre, des Étudiants d'AF ». Le mouvement rassemble des individus très différents : des étudiants des classes supérieures (les trois frères Real del Sarte, Henry des Lyons, Armand du Tertre, de Lauriston, Théodore de Fallois, Xavier d’Ercevillen, Guy de Bouteiller, Roger de Vasselot, Jean d'Orléans, Jean de Trincaud La Tour), mais aussi des recrues de situation plus humble comme Marius Plateau, garçon de course à la Bourse, Georges Bernanos, Lucien Lacour, menuisier, Louis Fageau, commis-boucher.

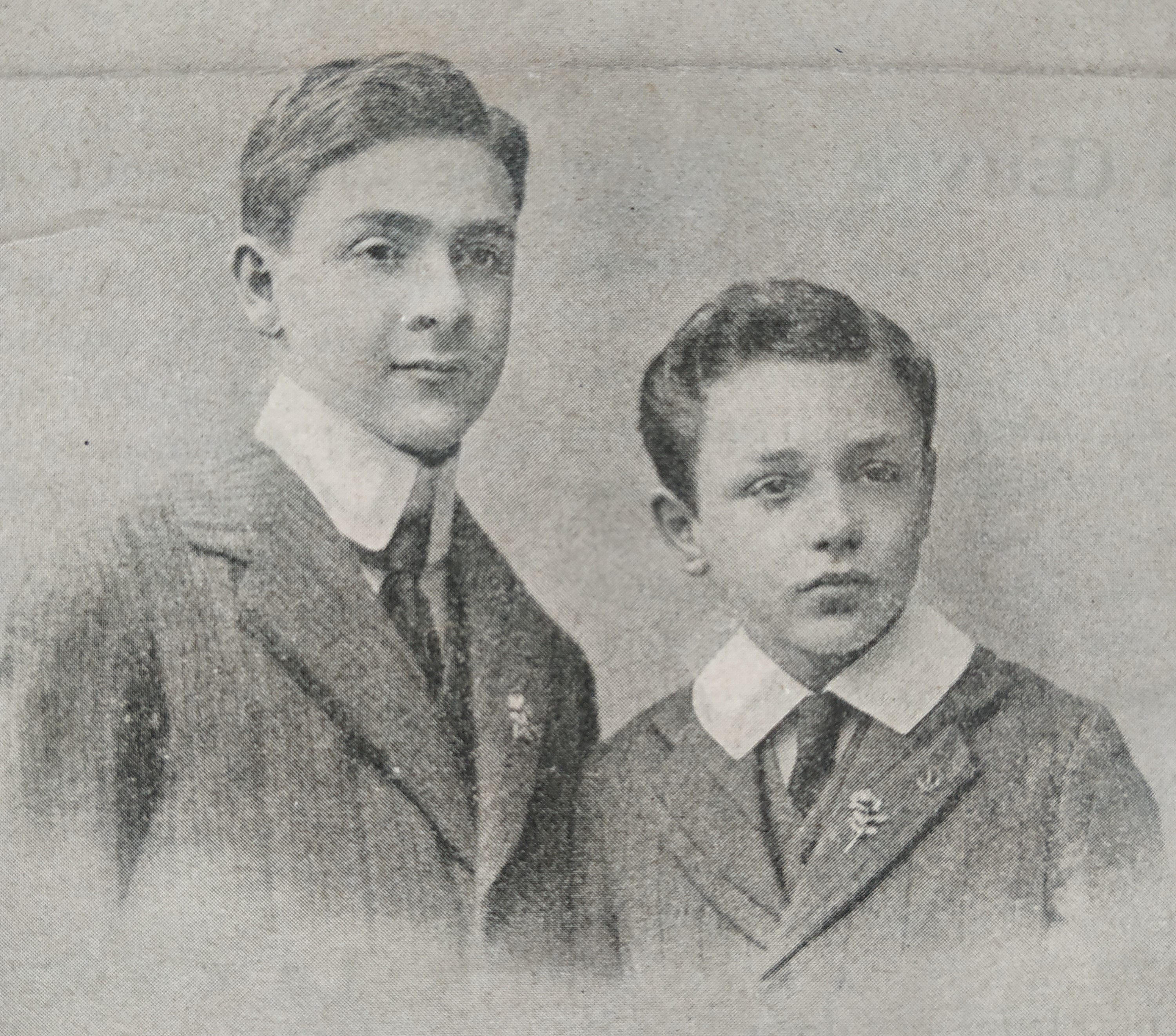
Les deux jeunes Camelots du roi Roger et Gaston de Vasselot de Régné sont arrêtés en 1909 lors des manifestations anti-thalamistes. Maurice Pujo fixa l'âge d'adhésion aux Camelots du roi à 18 ans après leurs procès.

Après l'incarcération du militant Roger de Vasselot âgé de 15 ans, Maurice Pujo autorise l'adhésion aux Camelots du roi seulement à partir de l'âge de 18 ans en 1909 et demande une enquête sur le métier et les ressources des recrues.

« Cela éloignait ceux qui étaient tentés de s’inscrire chez nous dans le seul espoir d’obtenir des secours matériels […] les paresseux, les chômeurs volontaires où la police recrute si facilement ses indicateurs ne faisaient pas long feu chez nous. »

Dans le département de la Seine en 1912, sur 776 Camelots du roi, on compte 253 employés, 173 étudiants, 75 commerçants, 64 ouvriers, 40 sans emplois, 10 professeurs, 9 publicistes, 3 rentiers, 3 ingénieurs, 1 avocat.
Dans les années 1920, les succès du royalisme chez les étudiants est tel que le terme de « Camelot » finit par désigner n'importe quel membre actif. Les membres actifs des Camelots le restaient généralement le temps de leurs études, et un certain nombre d’entre eux entraient ensuite dans les cadres d’Action française.

### Activités
En 1912, les Camelots du roi sont soumis à une discipline « plus sévère que les simples ligueurs d'AF ». Les militants sont astreints à vendre le journal au moins deux fois par mois, l'absence de réponse à deux convocations vaut exclusion et les réunions politiques sont hebdomadaires. Des militants sont chargés se veiller aux agissements des Camelots du roi comme une sorte de police interne et de rapporter au comité directeur les menaces qui pèsent sur certains militants. Leurs obligations sont lourdes : ils doivent se tenir prêts pour tous les défilés ou manifestations, et bien sûr vendre l'Action française tous les dimanches. Les ventes du journal donnent souvent lieu à des rixes avec des opposants de droite comme de gauche dont l'issue peut être parfois tragique à l'image de Marcel Langlois, tué le 3 février 1935 lors d'une confrontation avec des communistes.
Les Camelots du roi prêtent aussi main-forte à d'autres organisations. Le dimanche de Pâques 1925, ils assurent le service d'ordre d'une réunion catholique ; en mars 1926, ils défendent une réunion de la Fédération catholique à Marseille ; assurent le service d'ordre de René Benjamin, attaqué lors de ses conférences par des syndicats d'instituteurs qu'il avait ridiculisés.[réf. souhaitée]
L'organisation valorise fortement la jeunesse. L'Action française et la Revue critique des idées et des livres font sans cesse référence à la vigueur, à la beauté et à la pureté de la jeunesse, essentielle au combat monarchiste. Ainsi Georges Bernanos déclare « la jeunesse française aime la grandeur ». Certains intellectuels soulignent cet aspect, comme l'historien Daniel Halévy, pourtant dreyfusard et proche de Charles Péguy, qui décrit le rassemblement du 24 mai des jeunes gens membres des Camelots du roi et de l'Action française comme un « spectacle si rare dans nos rues parisiennes, cette élégance virile, cette beauté, cette noblesse… ».

## Les méthodes d'action des Camelots du roi

### Violences et provocations

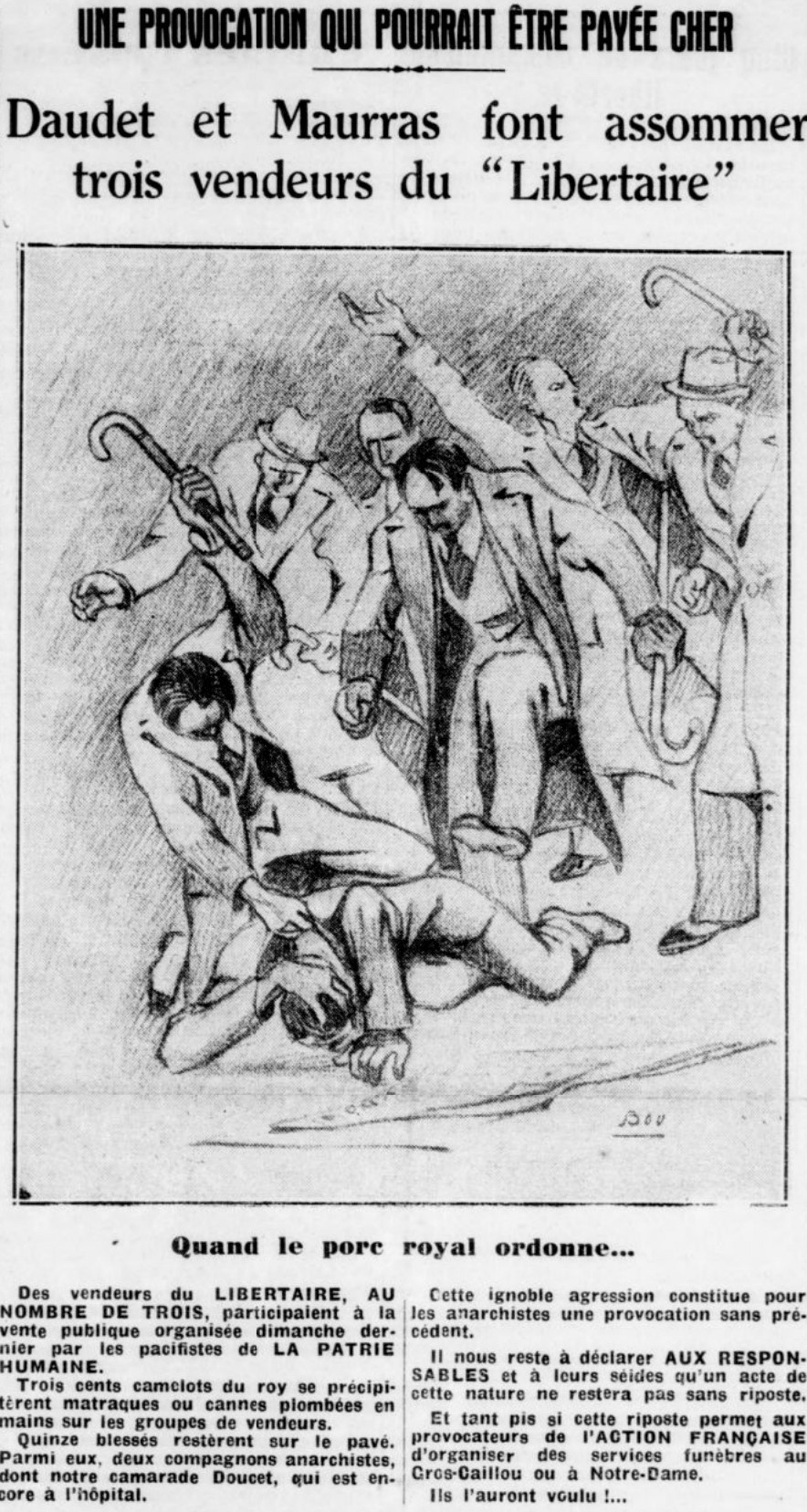
Agression d'anarchistes par les Camelots du roi dans Le Libertaire du 12 février 1932.

Henri Lagrange résume l'esprit des Camelots du roi : « Une canne dans la main et un livre dans la poche ». Étudiants en majorité, les Camelots du roi témoignent d'un goût prononcé pour la farce provocatrice, le folklore royaliste (ils reprennent notamment le répertoire des chansons chouannes) et les affrontements avec les étudiants de gauche et leurs adversaires politiques. Capables de se mobiliser rapidement et massivement, les Camelots apparaissent souvent plus nombreux qu’ils ne sont. Bien que leur brutalité leur vaille des critiques, elle inspire le respect à leurs adversaires. Leur détermination et leur goût pour l’action donnent à leur action un caractère révolutionnaire.
En 1912, Marius Plateau crée les commissaires d'Action française chargés de la police des réunions. Cette organisation directement affiliée aux groupes de Camelots du Roi permettait de former des « groupes de combat » de 16 à 20 personnes. Ces commissaires devaient disposer de deux types de cannes : une ordinaire et une deuxième plombée ou une matraque. Parfois, les meetings politiques donnent lieu à de véritables mêlées entre Camelots du Roi et adversaires politiques. Le 11 avril 1934, un contre-manifestant communiste nommé Joseph Fontaine est tué par les Camelots du roi lors d'une réunion privée organisée à Hénin-Liétard. Les Camelots du roi sont reconnus en état de légitime défense.
Leur violence à l'égard de leurs adversaires est aussi verbale à travers leurs chansons notamment l'hymne des Camelots du roi.
Quelques figures marquantes font état de propos extrêmement virulents comme ceux de Bernanos qui écrivit ainsi au professeur Alain, en réponse à un de ses articles d'un journal républicain rouennais : « Ce n'est pas ton idée que je méprise, c'est toi-même »,.

### Une menace pour l'ordre et pour la droite
Faisant office à la fois de service d'ordre de l'Action française, de troupes de choc et d'activistes du mouvement, ils retinrent assez vite l'attention inquiète du pouvoir, et surtout d'Aristide Briand qui voyait en eux et en leur violence de sérieux dangers pour l'ordre et le maintien de la République.

« On voyait chaque jour les rues, les prétoires de justice envahis par des bandes désireuses de violences et de désordres ; on voyait des statues de républicains intègres et dignes de vénération, maculées, insultées ; on sentait que la bataille électorale allait se passer dans cette atmosphère d'hostilité ; les travailleurs s'écartaient du parti républicain... »

— Aristide Briand
Mais s'ils contrariaient les républicains, les Camelots du roi gênaient presque aussi la droite. Leurs audaces, la violence de leurs polémiques et leur goût pour les batailles de rues scandalisent les royalistes restés fidèles à l'esprit conservateur et légaliste de l'orléanisme.
Cette tendance était massivement représentée au bureau politique du prince Philippe d'Orléans, et se retrouvait dans les pages du Gaulois, dont le directeur, Arthur Meyer était proche du prince. Ce royalisme traditionnel parut avoir gain de cause lorsque, le 20 mars 1910, Le Gaulois publia un entretien avec le duc d'Orléans, qui dénonçait les violences des Camelots du roi, et qui brandissait la menace d'un désaveu formel si leurs militants « continuaient à ne pas distinguer entre amis et ennemis, et si une persistante erreur de manœuvre les poussait à diriger leur feu sur le gros des troupes royalistes ». La gifle de Lucien Lacour envers Aristide Briand fin 1910 accentua d'ailleurs les tensions entre l'Action française et le duc d'Orléans. Finalement, le bureau politique du duc d'Orléans passa sous le contrôle de l'Action française, et resta entre ses mains pour un quart de siècle.

## Représentations culturelles

### Littérature

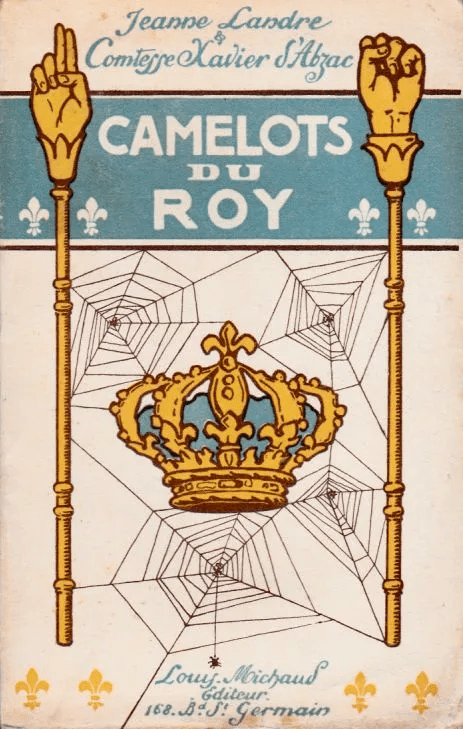
Roman publié sur les Camelots du roi en 1911.

Les Camelots du roi inspirent de nombreux romans de mœurs au début du XXe siècle dans lesquels les auteurs ne se privent pas de critiquer les méthodes et leurs chefs en usant de patronymes à clé et de jeux de mots.
En 1912, Abel Hermant publie une Chronique du Cadet de Coutras puis Coutras, soldat en 1914. Le héros, le marquis Maximilien de Coutras, rencontre René Fauchelevent sorte de « tribun néocatholique, néomonarchiste, décentralisateur assaisonné d’antisémitisme, pique-assiette émérite, escroc, bretteur impénitent,... mais qui se fait régulièrement blesser lors de ses duels politiques » faisant penser à Charles Maurras. Dans le second volume, l’illustrateur Félix Jobbé-Duval lui prête les traits de Maurice Pujo. Les Camelots du roi y sont représentés comme des « adolescents oisifs et jobards, entraînés par des rhéteurs exaltés et qui nuisent non seulement aux idées mal digérées qu’ils croient défendre mais avant tout aux intérêts de la classe dont ils sont issus ».
Jeanne Landre et la comtesse Xavier d'Abzac publient en 1911 un roman épistolaire intitulé Camelots du Roy dont « le personnage essentiel est l'intrigant et peu scrupuleux comte Tancrède de Latour-Jancey, président des Camelots du roi, domicilié rue Saint-Dominique (comme d’ailleurs les Coutras d’Abel Hermant) ». Le personnage de l'ébéniste Georges Lemeunier qui gifle le président de la République est inspiré de Lucien Lacour.
La romancière antisémite Gyp rebaptise les Camelots du roi en « Mégottiers du prince » dans La bonne fortune de Toto publiée en 1911. Elle les dépeint comme « une bande d’adolescents stupides obsédés par la théorie du « coup de force » mais le concevant comme une grosse farce de collégiens, comme des éphèbes très pâles [...] qui se contentent de barbouiller les statues et de donner des coups de poing aux sergents de ville ».
Dans Romaine Mirmault de Henri de Régnier publié en 1914, les Camelots du roi sont parodiés et surnommés les « Ventre-Saint-Gris »,.
Dans la nouvelle « L'Enfance d'un chef » (tirée du recueil Le Mur, 1938), Jean-Paul Sartre décrit l'enfance et la jeunesse d'un jeune Camelot déchiré entre l'engagement nationaliste (Charles Maurras) et surréaliste (André Breton).
Dans Un jeune homme seul de Roger Vailland publié en 1951, l'oncle du héros Eugène-Marie Favard mentionne s'être battu contre les Camelots du Roi.
En 1956, dans Le Rendez-vous des étrangers, Elsa Triolet évoque le destin d'un immigré fictif dénommé Sacha Rosenzweig qui rejoint les Camelots du roi.

### Peinture
L'artiste María Blanchard a réalisé une peinture post-cubiste intitulée Le camelot du roi en 1924 représentant un jeune homme lisant L'Action française.
En 1909, André François-Poncet et ses camarades de promotion de l'École normale supérieure réalisent une fresque sur laquelle figure une scène de bagarre entre Camelots du Roi et étudiants défenseurs du professeur pacifiste Charles Andler,.

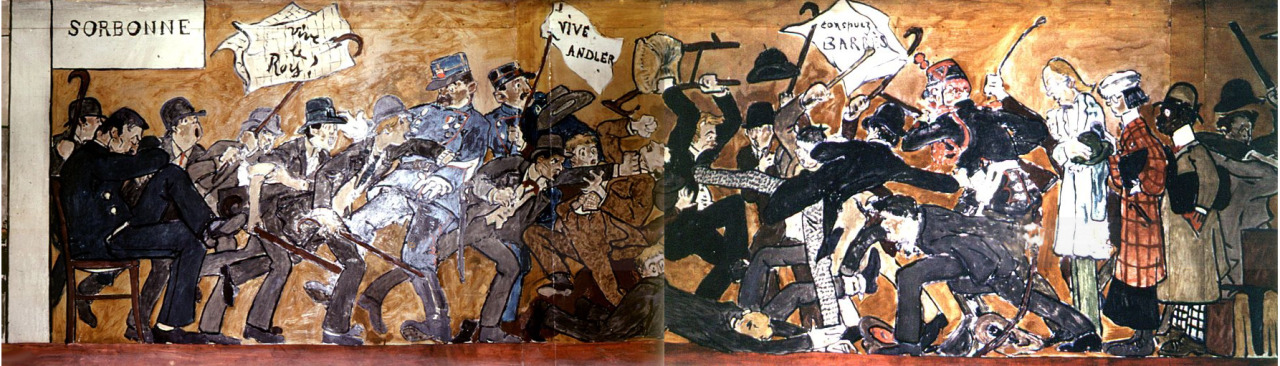
Fresque de la thurne de l'École normale supérieure d'André François-Poncet.

### Bande dessinée
Dans le tome 1 de la série Une génération française de Thierry Gloris et Eduardo Ocaña, le personnage principal se bat avec des Camelots du Roi au cours d'un collage d'affiches.
Dans le tome 2 de la série Les mystères de la Troisième République de Philippe Richelle et Pierre Wachs, le personnage dénommé Paillol révèle être un ancien Camelot du roi ayant participé à la manifestation du 6 février 1934.

### Série
Dans le quatrième épisode de la série Au plaisir de Dieu, des Camelots du Roi et des vendeurs de L'Humanité s'affrontent lors d'un collage d'affiches et d'une vente de journaux.

## Presse des Camelots du roi
- Le Clairon du Rhône et du Sud-Est. Organe mensuel royaliste publié par les Camelots du roi (Lyon, décembre 1909 - ?)
- Le Grelot, puis Le Grelot de Tarn-et-Garonne. Organe [puis organe hebdomadaire] des Camelots du roi (Montauban, 10 septembre 1911 - 9 juin 1912, nos 1-39).
- Chez Le Diable Bitru. Revue des Camelots du roi. Supplément à L'Étudiant français de novembre 1933 dirigé par Max Regnier et Jabon.

## Documents sonores
- Chanson des Camelots du roi, par André Bekaert de l'Opéra-Comique, avec Orchestre de France et Chœurs sous la direction de Victor Alix. Suivi de : Au jardin de France, par Maxime Brienne, Éric Royne de la Gaîté Lyrique, avec chœurs, orgue et orchestre dirigés par Victor Alix, 1 disque : 78 t, aig. 25 cm, [sans date, ni éditeur].
- Grande fantaisie sur des airs et refrains royalistes, Orchestre de France, La France bouge, Vive le roi quand même !, Chanson de Monsieur Henri, Chanson des Camelots du roi, Debout, les gas !, La bataille de Fontenoy, La chasse aux Loups, La Royale, 1 disque : 78 t, aig. 25 cm, [sans date, ni éditeur].